# Lus-La Jarjatte
Pour les articles homonymes, voir Lus (homonymie).

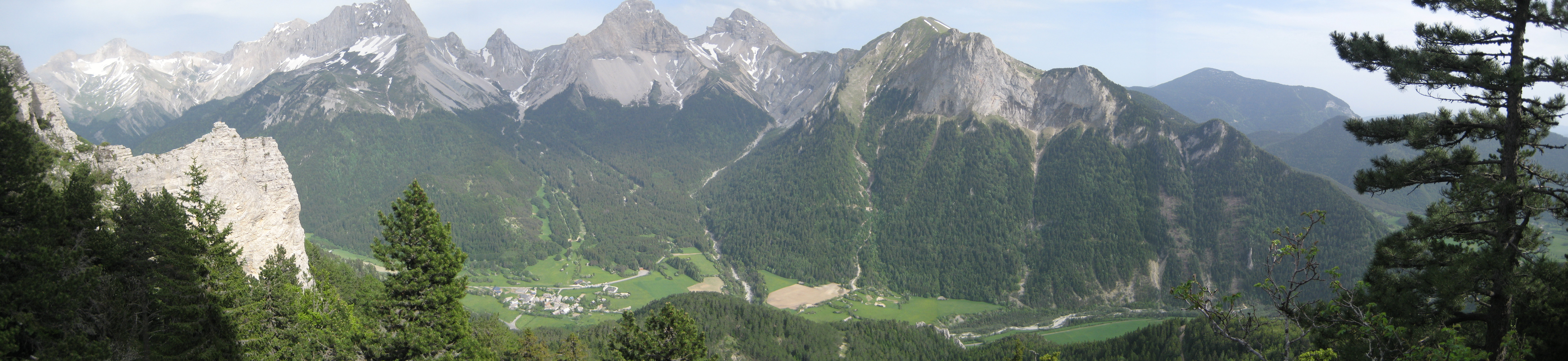
Vue depuis la Pointe Feuillette

La station de Lus-La Jarjatte est une station de ski et de randonnées du département de la Drôme située dans la région naturelle de France du Pays du Buëch plus précisément le Bochaine ou Beauchêne, et sous les contreforts du Dévoluy, sur la commune de Lus-la-Croix-Haute.
Le site est dominé par un cirque de montagnes objet de nombreuses randonnées à pied ou à ski et d'escalades. On citera le col des Aiguilles (2004 m), Chamousset (2090 m), le Roc et la Tête de Garnesier (2368 m), le Rocher Rond (2453 m) et le Grand Ferrand (2758 m).
Les activités de ski alpin sont pratiquées sous le col des Aiguilles, les activités de ski nordique sont pratiquées essentiellement dans le vallon de la Jarjatte,  sous le Grand Ferrand autour des sources et des premiers flux de la rivière Buëch.
Les départs des randonnées se font pour la plupart depuis les parkings aménagés au pied des pistes de ski alpin et nordique, et à celui situé au fond des gorges de Rioufroid (commune de Saint-Julien-en-Beauchêne) accessible à partir du hameau des Corréardes à Lus.

## Histoire
Les environs immédiats de Lus la Croix Haute ont été le siège de plusieurs stations de ski créées dans les années 1950 à 1970. Celles du Col de la Croix Haute, du Jocou (col du salut, commune de Lalley) et De Mas Bourget ont cessé leurs activités.
En revanche, celle de La Jarjatte, grâce à la régularité de son enneigement, aux charmes du site et au dynamisme de ses acteurs a réussi à poursuivre et développer ses activités. 
En 2018 il est décidé de compléter le domaine skiable avec l'installation d'un téléski débutant récupéré sur l'ancienne station voisine de Valdrôme qui a cessé ses activités hivernales en 2015,. 

## Activités

### Hiver

#### SkiAlpin
Le domaine skiable de La Jarjatte se situe dans une forêt de sapins au pied des impressionnantes Aiguilles de Lus. Il se compose de 10 pistes desservies par 4 téléskis et 2 fils de neige..
Il est orienté famille, avec des pistes peu techniques accessibles aux débutants. L'accès aux fils de  neige pour les plus petits est gratuit et il existe un forfait débutant à un petit prix qui restreint l’accès aux 2 remontées du bas de la station.
Les Remontées mécaniques :

- TK Vachères (1964)
- TK Champ Tondu (1968)
- TK Champ Tondu 2 (1976)
- TK Les Aiguilles (1988)
- Fils neige Les Marmottins et Petits Loups.

| Niveau    | Nom                                 |
| --------- | ----------------------------------- |
| Verte (2) | Gellinotte, Petits Coqs (Fil neige) |
| Bleue (3) | Lièvre Blanc, Bartavelle, Chamois   |
| Rouge (1) | Aiguilles                           |

#### Ski de fond
L’accès au domaine nordique est payant. L'itinéraire damé et balisé propose 3 boucles de niveaux différents pour 31 km au total. À noter une variante pour la boucle "Le Chevreuil" nommée "Les Côtes" de 4 km.

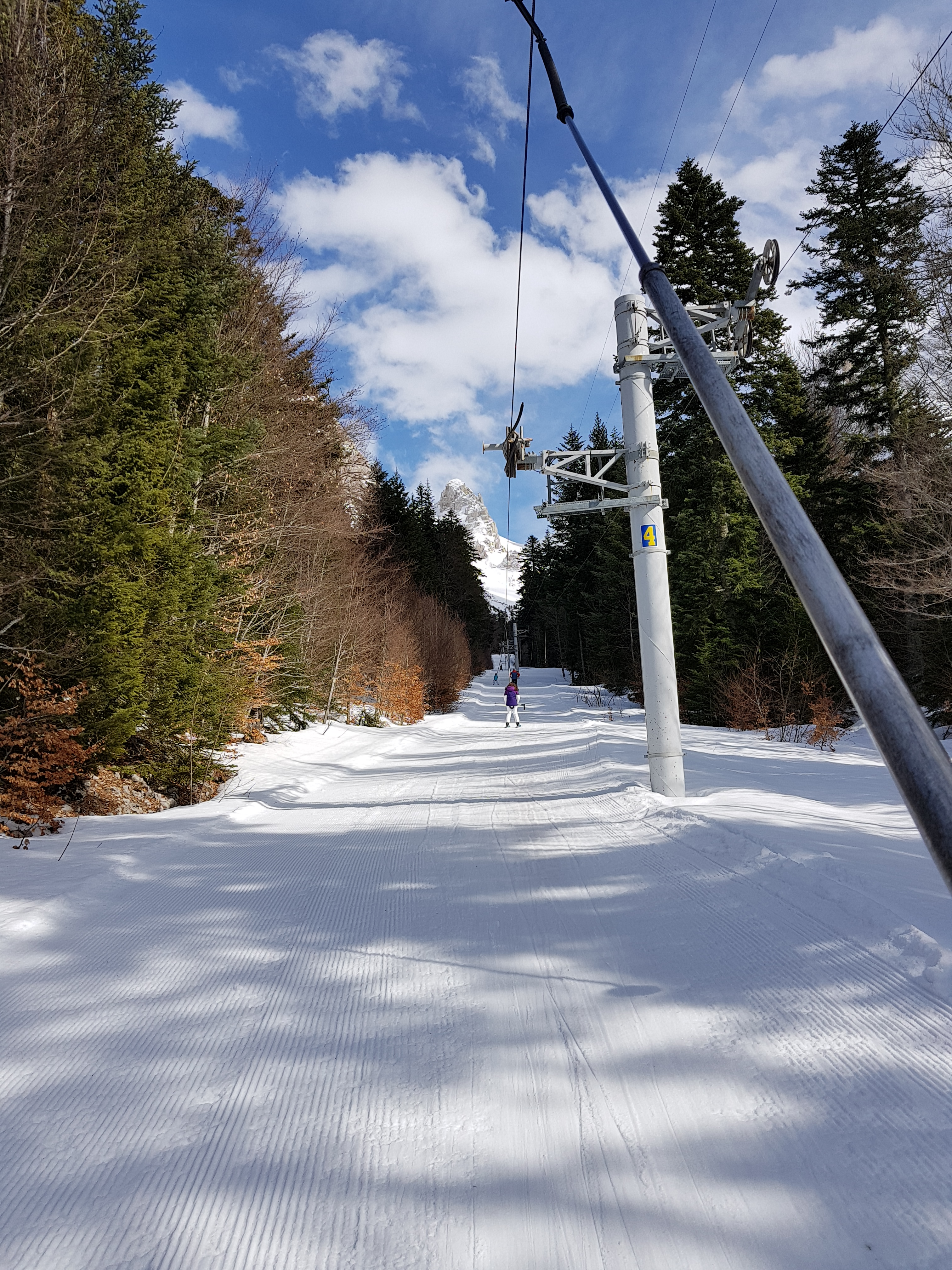
Teleski des Aiguilles

| Niveau | Nom                   |
| ------ | --------------------- |
| Verte  | L'Ecureuil (3,5 km)   |
| Bleue  | Le Lièvre (6,4 km)    |
| Rouge  | Le Chevreuil (8,5 km) |

### Été
De nombreux sentiers balisés passent ou démarrent à la Jarjatte, on citera notamment les sentiers de grande randonnée: GR 93 et le GR 94.

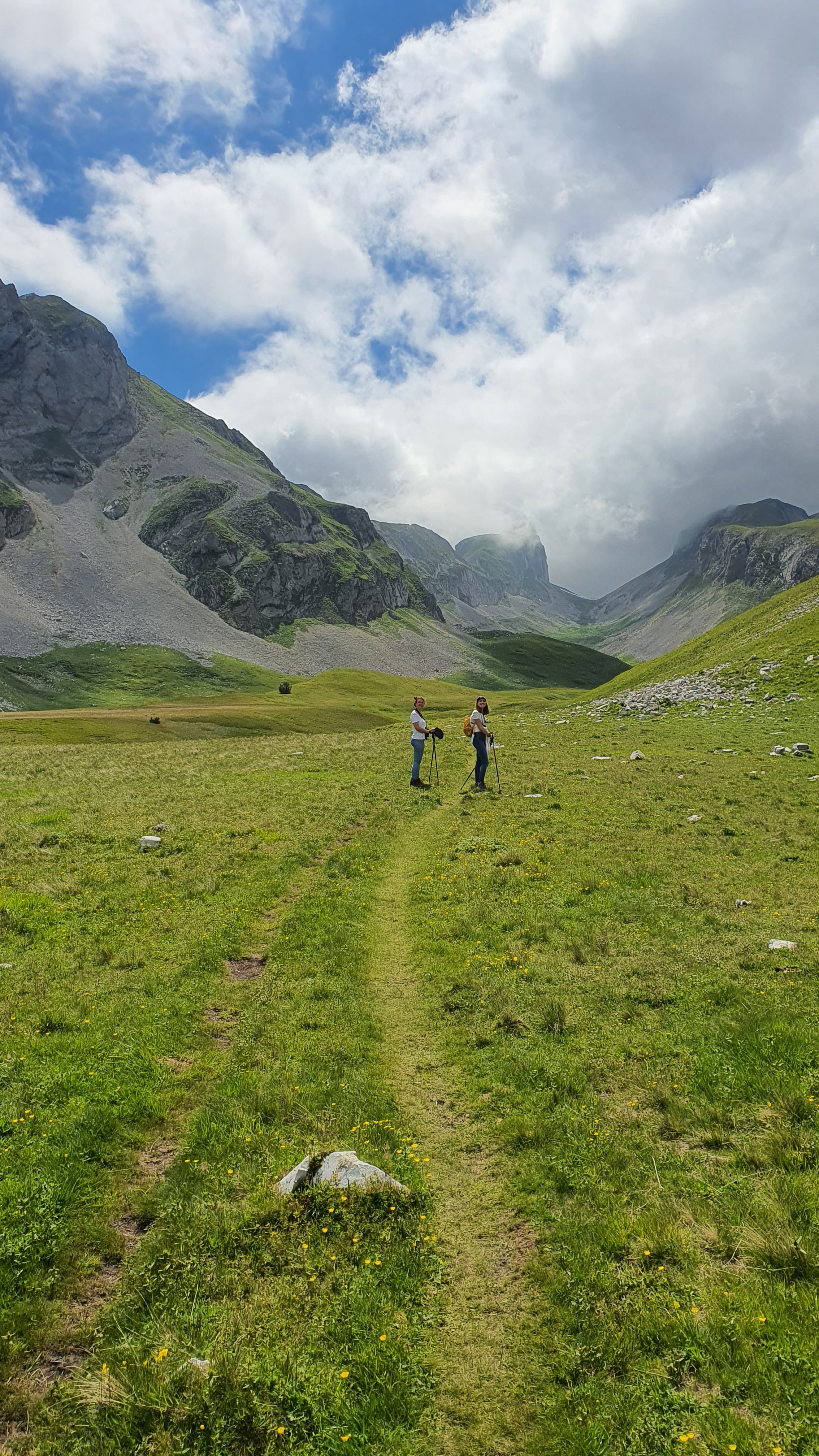
Au delà des Aiguilles...

Parmi une "infinité" de balades ou de randonnées, celle qui, au delà du remarquable col des Aiguilles, mène au vallon des Aiguilles, passe à quelques pas du chourum des Aiguilles (une des cavités naturelles les plus profondes en France,  avec  980m de profondeur!) et rejoint le col du Festre en Dévoluy.